# Dalek
I Dalek sono alieni che compaiono nella serie televisiva britannica Doctor Who.

## Descrizione
I Dalek appaiono esternamente come esseri completamente metallici composti da un solido tronco semi-movibile da cui fuoriescono un peduncolo oculare simile a un telescopio e un braccio meccanico rotanti. In realtà sono esseri organici tenuti in vita dai loro contenitori che fungono contemporaneamente da unità di sopravvivenza e da armamento. I Dalek comunicano con una voce metallica, scandendo spesso le parole sillaba per sillaba; il loro scopo risulta da sempre essere quello di sterminare tutti coloro che non fanno parte della loro razza e di sottomettere in questo modo l'intero universo al loro comando.

## Biografia del personaggio
Introdotti a partire dal secondo serial della prima stagione della serie Doctor Who, i Dalek sono originari del pianeta Skaro. Vennero creati da Davros, uno scienziato della specie umanoide dei Kaled. Il Dottore è uno dei loro più antichi avversari. I Signori del Tempo e i Dalek, combattendo la Guerra del Tempo (combattuta dal Dottore Guerriero), si annientarono a vicenda. Ciononostante, la razza aliena ricompare varie volte nella nuova serie, venendo puntualmente sconfitta dal Dottore e dai suoi alleati: uno dei Dalek sopravvissuti alla Guerra del Tempo era infatti riuscito a salvare il creatore del suo popolo, Davros, il quale aveva poi generato una nuova stirpe di Dalek dalle sue cellule, sconfitti nell'episodio finale della quarta stagione. Tuttavia nella quinta stagione si scopre che alcuni Dalek si sono rifugiati all'epoca del Blitz di Londra e hanno usato Winston Churchill per attirare il Dottore al fine di attivare un dispositivo contenente DNA Dalek puro e dare un nuovo futuro alla loro stirpe.
Nel finale di stagione i Dalek, insieme ad altri nemici del Dottore, lo intrappolano nella Pandorica per evitare l'esplosione del TARDIS, anche se questa avverrà comunque. Nella settima stagione chiedono "aiuto" al Dottore, e lo spediscono insieme ad Amy e Rory in un pianeta manicomio dove, per scappare, Oswin cancella completamente dalla memoria dei Dalek il Dottore. Appaiono nello speciale Il giorno del Dottore, su Gallifrey, durante l'ultimo giorno della Guerra del Tempo; in Il tempo del Dottore assediano il pianeta Trenzalore cercando di uccidere il Dottore, dopo avere estratto la sua storia dal cadavere di Tasha Lem. Nella ottava stagione il Dottore incontra un Dalek (che non si ricorda di lui) morente dalle radiazioni che emette lui stesso dalle batterie, ma ha una peculiarità: è buono e condanna i Dalek per il loro operato. Il Dottore viene miniaturizzato ed entra all'interno del Dalek per curare la perdita di radiazioni; una volta curato si scopre che il Dalek non era buono, ma le radiazioni avevano interferito con il suo cervello. Allora il Dottore risveglia in lui i ricordi che lo avevano fatto diventare buono, e il Dalek stermina gli altri Dalek presenti, dimostrando che Dalek buoni non esistono.
Nella nona stagione, su ordine di Davros, rapiscono il Dottore, Clara Oswald e Missy portandoli su Skaro. Lo scopo di Davros è quello di fare avverare la profezia dell'Ibrido, usando il Dottore per dare ai Dalek l'energia di rigenerazione. Ma avendo intuito il suo piano il Dottore dà l'energia anche ai Dalek delle fogne, portando la città a collassare su se stessa.
Appaiono nel primo episodio della decima stagione, durante la loro guerra contro i Movellani.

## Accoglienza
I Dalek sono divenuti un fenomeno di costume, specialmente nel Regno Unito, tanto che l'Oxford English Dictionary ha dedicato loro una voce e alcune loro frasi sono diventate celebri tra gli appassionati della saga. A ulteriore conferma del successo e gli apprezzamenti di cui godono, vi sono loro apparizioni in altri media all'infuori di Dr. Who.